# Baby Doll (Girlicious)
Baby Doll è il terzo singolo estratto dall'album Girlicious, dell'omonimo gruppo femminile statunitense. L'intera canzone è stata eseguita per la prima volta al Live @ Much il 6 agosto 2008. Una preview di 1:30 è stata pubblicata online il 1º agosto.
È stato l'ultimo singolo nel quale le Girlicious si esibivano come un gruppo composte da quattro membri, infatti l'11 giugno 2009 Tiffanie Anderson lascerà il gruppo e tramite un video su YouTube spiegherà tutti i motivi della sua uscita.

## Video
Il video è stato girato nell'ottobre 2008, a Los Angeles, presso gli Quixtoe Studios ed è stato diretto da Matt Mcdermitt con la supervisione di Robin Antin e Mikey Minden. Il video si apre con le quattro ragazze che entrano nell'inquadratura su una Cadillac verde indossando mini vestiti cromati e pellicce. Vi sono varie scene di ballo in cui le quattro ragazze si esibiscono insieme oppure separatamente con il loro nome come sfondo. È presente nel video anche una scena di ballo in cui alle quattro Girlicious si uniscono dei ballerini con i quali si esibiscono e con delle banconote rosa che cadono dall'alto.

## Classifiche
Il singolo ha poca risonanza. Nella settimana di pubblicazione il singolo raggiunge la posizione numero 75 della Canadian Hot 100, vi rientra poco dopo e raggiunge la posizione numero 55, la più alta che questo singolo raggiunge.
| Classifica       | Posizione |
| ---------------- | --------- |
| Canadian Hot 100 | 55        |

## Date di pubblicazione
- 22 aprile 2008[4]